# Cornelia Bargmann
Cornelia Isabella "Cori" Bargmann, née en 1961, est une neurobiologiste américaine. 
Elle est professeure et directrice de recherche à l'Université Rockefeller et au Howard Hughes Medical Institute. Elle est connue pour ses recherches sur le système olfactif du ver Caenorhabditis elegans.

## Distinctions

### Prix et récompenses
- 1997 : W. Alden Spencer Award (en)
- 2009 : prix Richard Lounsbery de l'Académie des Sciences française et l'Académie nationale des Sciences américaine[4]
- 2012 : Prix Kavli en neurosciences avec Winfried Denk et Ann Graybiel pour avoir élucidé les mécanismes neuronaux à la base de la perception et des prises de décision[5].
- 2012 : Hodgkin-Huxley-Katz Prize Lecture
- 2013 : Breakthrough Prize in Life Sciences[6]
- 2015 : Médaille Benjamin-Franklin

### Sociétés savantes
- 2003 : Membre de l'Académie nationale des sciences
- Membre de l'Académie américaine des arts et des sciences (AAAS)
- Membre de l'Organisation européenne de biologie moléculaire (EMBO)

### Honneurs
Elle a obtenu plusieurs doctorats honoris causa :
- 2016 : Université Brown [7]
- 2017 : Université Yale[8]
- 2017 : Université d'Oxford[9]